# 影武者 (1997年遊戲)
《影武者》是1997年第一人称射击游戏，由3D Realms开发，GT Interactive Software发行。遊戲首發於Microsoft Windows平台，後登陸Mac OS作業系統。
2013年，波蘭工作室Flying Wild Hog開發的同名重啟遊戲《影武者》發行。